# 物類稱呼
《物類稱呼》（日语：／ butsuruisyōko）成書於安永4年（1775年），是江戶時代的日本方言辭典，由俳諧師越谷吾山編撰。
根據詞語意涵，將日本全國約4000個方言詞語分為7個部門。

## 摘要
《物類稱呼》總共有5卷，分別為卷1（天地、人倫）、卷2（動物）、卷3（植物、草木）、卷4（器具、衣食）、卷5（語言）。卷5除了事物的名稱之外，也蒐集了形容詞、副詞、動詞等語言表現。部分條目也附有簡單的考證。
項目名以當時的標準語表示之外，也記載了各地如何稱呼。『物類稱呼』蒐集日本全國各地的方言詞彙，是江戶、明治、大正時期唯一的全國方言辭典。其方言分布調查也與第二次世界大戰後『日本言語地圖』的調查結果大致吻合。

## 腳註
1. ↑  徳川(1979) p.162
2. ↑  徳川(1979) p.163

## 外部連結
- , 国立国語研究所,   [2017-10-10], （原始内容存档于2020-12-01）（日語）
- 吉澤義則. . 立命館出版部. 1933.（日語）（本文篇 五十音索引 地名別索引）
- . 1775  [2022-11-24]. （原始内容存档于2020-02-20）.（国立国会図書館デジタルコレクション）（日語）